# Berliner Börsen-Courier
Berliner Börsen-Courier var en tysk tidning, utgiven i Berlin 1867-1933.
Den utkom med en morgonupplaga ägnad på politik, teaterkritik och liknande och en kvällsupplaga som var en handelstidning. 1933 övertogs tidningen av Berliner Börsen-Zeitung.